# Collegio uninominale Sicilia 1 - 03 (2017)
Il collegio elettorale uninominale Sicilia 1 - 03 è stato un collegio elettorale uninominale della Repubblica Italiana per l'elezione della Camera dei deputati tra il 2017 ed il 2022.

## Territorio
Come previsto dalla legge elettorale italiana del 2017, il collegio era stato definito tramite decreto legislativo all'interno della circoscrizione Sicilia 1.
Era formato da parte del territorio del comune di Palermo (quartieri Brancaccio-Ciaculli, Cuba-Calatafimi, Mezzomonreale-Villatasca, Oreto-Stazione, Montegrappa-Santa Rosalia, Settecannoli e Villagrazia-Falsomiele).
Il collegio era parte del collegio plurinominale Sicilia 1 - 01.

## Eletti
| Elezione | Elezione | Deputato       | Partito               |
| -------- | -------- | -------------- | --------------------- |
|          | 2018     | Roberta Alaimo | Movimento 5 Stelle    |
|          | 2022     | Roberta Alaimo | Insieme per il futuro |

## Dati elettorali

### XVIII legislatura
Come previsto dalla legge elettorale, 232 deputati erano eletti con sistema a maggioranza relativa in altrettanti collegi uninominali a turno unico.
| Candidati              | Candidati                | Voti    | %     | Liste                                | Voti    | %     |
| ---------------------- | ------------------------ | ------- | ----- | ------------------------------------ | ------- | ----- |
|                        | Roberta Alaimo ✔️ Eletto | 49 638  | 48,72 | Movimento 5 Stelle                   | 49 638  | 48,72 |
|                        | Antonello Antinoro       | 34 074  | 33,44 | Forza Italia                         | 23 820  | 23,38 |
| Lega                   | Antonello Antinoro       | 34 074  | 33,44 | 5 078                                | 4,98    |       |
| Fratelli d'Italia      | Antonello Antinoro       | 34 074  | 33,44 | 2 725                                | 2,67    |       |
| Noi con l'Italia - UDC | Antonello Antinoro       | 34 074  | 33,44 | 2 451                                | 2,41    |       |
|                        | Silvio Moncada           | 11 600  | 11,38 | Partito Democratico                  | 10 053  | 9,87  |
| +Europa                | Silvio Moncada           | 11 600  | 11,38 | 1 059                                | 1,04    |       |
| Italia Europa Insieme  | Silvio Moncada           | 11 600  | 11,38 | 290                                  | 0,28    |       |
| Civica Popolare        | Silvio Moncada           | 11 600  | 11,38 | 198                                  | 0,19    |       |
|                        | Filippo Occhipinti       | 3 430   | 3,37  | Liberi e Uguali                      | 3 430   | 3,37  |
|                        | Ivano Infantino          | 1 337   | 1,31  | Il Popolo della Famiglia             | 1 337   | 1,31  |
|                        | Pietro Milazzo           | 764     | 0,75  | Potere al Popolo!                    | 764     | 0,75  |
|                        | Antonina Impellizzeri    | 355     | 0,35  | Italia agli Italiani                 | 355     | 0,35  |
|                        | Martino Tabbita          | 308     | 0,30  | CasaPound                            | 308     | 0,30  |
|                        | Emilia Calabria          | 249     | 0,24  | Partito Comunista                    | 249     | 0,24  |
|                        | Giovanna Pedroni         | 137     | 0,13  | Lista del Popolo per la Costituzione | 137     | 0,13  |
| Totale                 | Totale                   | 101 892 | 100   |                                      | 101 892 | 100   |
|                        |                          |         |       |                                      |         |       |
| Voti non validi        | Voti non validi          | 4 112   | 3,88  |                                      |         |       |
| Votanti                | Votanti                  | 106 004 | 58,03 |                                      |         |       |
| Elettori               | Elettori                 | 182 683 |       |                                      |         |       |